# Карвахаль, Дани
Да́ни Карваха́ль (исп. Dani Carvajal, полное имя Даниэ́ль Карваха́ль Ра́мос (исп. Daniel Carvajal Ramos); произношение: [daˈnjel ˈdani kaɾβaˈxal ˈramos]; род. 11 января 1992[…], Леганес, Мадрид) — испанский футболист, крайний защитник и капитан клуба «Реал Мадрид». Игрок национальной сборной Испании.
Пройдя через молодёжные школы мадридского «Реала» и проведя несколько лет в главной молодёжной команде клуба — «Кастилье», Карвахаль оказался в немецком «Байере» в 2013 году. Дани провёл в Германии один сезон, впоследствии вернувшись обратно в «Реал», но уже в состав основной команды. С тех пор в составе «сливочных» Карвахаль провёл более двухсот матчей, выиграв различные национальные и международные награды, в том числе шесть трофеев Лиги чемпионов.
В составе сборной Испании ещё на молодёжном уровне Карвахаль выиграл чемпионат Европы 2011 (среди команд до 19 лет) и 2013 годов (среди команд до 21 года). За основную сборную Дани дебютировал в 2014 году, в её составе стал чемпионом Европы 2024 года, выигрывал Лигу наций 2023 года. Участник чемпионатов мира 2018 года в России и 2022 года в Катаре.

## Клубная карьера

### «Реал Мадрид Кастилья»
Карвахаль родился в Леганесе, пригороде Мадрида. Дани пришёл в систему «Реала» в десятилетнем возрасте. В мае 2004 года символически положил первый камень в фундамент нового спортивного комплекса в Вальдебебасе, — тренировочной базы «Лос Бланкос». В 2010 году Карвахаль присоединился к «Кастилье», главной молодёжной команде в системе «Реала». В свой первый сезон в команде Карвахаль сразу же стал игроком основного состава, став капитаном команды. За два года в команде Карвахаль провёл в ней 68 матчей и отличился тремя забитыми мячами, «Кастилья» же смогла вернуться во вторую по значимости лигу Испании, после пятилетнего отсутствия в ней.

### «Байер 04»
Летом 2012 года, не проведя ни одного матча за основной состав «Реала», Карвахаль перешёл в немецкий «Байер 04». Мадридский клуб прописал опцию обратного выкупа в договоре о продаже игрока, 6.5 млн евро в случае подписания игрока спустя сезон, 7 млн евро через два сезона и 8.5 млн через три сезона.
За новый клуб Дани дебютировал 1 сентября в матче с «Фрайбургом». После этого матча он попал в символическую сборную тура. Свой первый гол за «Байер» Карвахаль забил 25 ноября, в матче против «Хоффенхайма», который закончился со счётом 2:1. Испанец стал одним из лучших игроков Бундеслиги в своём единственном сезоне в Германии.

### «Реал Мадрид»
3 июня 2013 года на официальном сайте «Байера», было объявлено о том, что «Реал» вернул воспитанника в свой состав за 6,5 млн евро. Вскоре после возвращения на пресс-конференции Карвахаль поделился тем, что он очень рад вернуться в Испанию, помимо этого поблагодарив свой предыдущий клуб, президента и болельщиков.
18 августа 2013 года Карвахаль дебютировал в чемпионате Испании в матче против «Бетиса». Спустя месяц он сыграл свой первый матч в Лиге чемпионов, проведя на поле все 90 минут в матче против «Галатасарая», окончившегося со счётом 6:1. 30 марта 2014 года отличился первым забитым мячом в составе мадридского «Реала», это случилось в матче с «Райо Вальекано», матч завершился со счётом 5:0. В своём первом сезоне Дани сыграл 45 матчей, отличившись в них двумя забитыми мячами.
5 мая 2015 года, в первом матче полуфинала Лиги чемпионов против «Ювентуса», Карвахаль сфолил в своей штрафной на Карлосе Тевесе, из-за чего в ворота «сливочных» был назначен пенальти, который был реализован самим Тевесом. «Реал» проиграл «Ювентусу» 2:1. 8 июля Карвахаль продлил контракт с «Реалом» до 2020 года.
В сезоне 2015/16 Карвахаль принял участие в восьми матчах Лиги чемпионов, забив в них один гол, «Реал» же стал победителем турнира; в финале против «Атлетико Мадрид» Карвахаль был заменён по ходу матча из-за травмы, команды не выявили победителя в основном и дополнительном времени, закончив его со счётом 1:1, но «Реал» оказался сильнее в послематчевой серии пенальти.
Летом 2016 года Карвахаль сменил свой игровой номер с 15 на 2. 9 августа 2016 года Карвахаль принял участие в матче за Суперкубок УЕФА против «Севильи» в Тронхейме и забил решающий мяч на 119-й минуте матча, окончательный счёт — 3:2. Во время сезона, из-за несколько полученных травм, защитник принял участие только в 23 играх, но «Реал» даже несмотря на отсутствие Карвахаля во многих матчах стал чемпионом страны.
17 сентября 2017 года Карвахаль продлил контракт с «Реалом» до 2022 года. Испанец сыграл в восьми матчах сезона Лиги чемпионов, вновь оказавшейся для «Реала» победной. В 2018 году в решающем матче против «Ливерпуля» Карвахаль был вынужден покинуть поле из-за травмы, несмотря на это «Реал» смог обыграть английский клуб и выиграл свой третий кубок подряд и 13-й кубок в своей истории.
10 января 2024 года в полуфинальном матче Суперкубка Испании против мадридского «Атлетико», Карвахаль забил мяч на 88-й минуте при счёте 2:3 в пользу «матрасников», этим голом он сравнял счёт и перевёл игру в дополнительное время, а на 116-й минуте Дани сделал навес на Хоселу который завершился автоголом Стефана Савича. Этот мяч стал победным и «Реал» прошёл в финал. В финальном матче Карвахаль вышел на поле в стартовом составе, провёл на поле все 90 минут и тем самым помог «Реалу» победить 4:1 и выиграть этот трофей в тринадцатый раз в своей истории.
1 июня 2024 году Карвахаль вместе с «Реалом» стал победителем Лиги чемпионов, в финальном матче забив мяч с подачи Тони Крооса и был признан его лучшим игроком. Эта победа в Лиге чемпионов стала шестой в карьере Карвахаля, таким образом испанец обогнал своих бывших одноклубников Карима Бензема и Криштиану Роналду и вместе с Лукой Модричем стал рекордсменом по количеству побед в турнире.
Летом 2024 года после ухода Начо Карвахаль был назначен вице-капитаном команды.

## Карьера в сборной
Дани принял участие на победном для юношеской сборной Испании чемпионате Европы в Румынии. Также Карвахаль принимал участие в молодёжном чемпионате Европы в Израиле, где вместе со своей сборной он стал победителем турнира. На молодёжном чемпионате Европы 2013 года в Израиле Карвахаль выступал в качестве подмены Мартину Монтойе, сыграв в третьем туре группового этапа со сборной Нидерландов, сборная Испании же стала победителем турнира.
Карвахаль был внесён тренером главной сборной Испании Висенте дель Боске в предварительный список игроков на чемпионат мира 2014 года в Бразилии, но на турнир испанец так и не поехал.
29 августа 2014 года Карвахаль впервые получил вызов в сборную, на матчи против Франции и Македонии. 4 сентября Дани дебютировал за сборную, сыграв все 90 минут матча. Карвахаль был внесён в список игроков сборной, которые будут вызваны на предстоящий чемпионат Европы 2016 года во Франции, но на турнир испанец так и не поехал из-за полученной травмы.
Дани принял участие в чемпионате мира 2018 года в России, но сборная Испании вылетела в 1/8 финала, проиграв хозяевам турнира в серии пенальти.
Из-за большого количества травм Карвахаль сыграл всего в 9 матчах за сборную после чемпионата мира 2018. Также из-за травмы, полученной в первом полуфинальном матче Лиги чемпионов против лондонского «Челси», Дани пропустил Евро-2020.
Летом 2024 года попал в заявку сборной Испании на чемпионат Европы 2024 в Германии, этот Евро стал для игрока дебютным. В первом матче группового турнира против Хорватии (3:0) Карвахаль забил мяч с передачи Ламина Ямаля и стал самым возрастным автором гола за сборную Испании на чемпионатах Европы. В четвертьфинале с хозяевами турнира сборной Германии также появился в стартовом составе. На 100-й минуте матча Карвахаль получил предупреждение, а на последней компенсированной ко второму овертайму минуте он с нарушением правил остановил проход по флангу Джамала Мусиалы и получил вторую жёлтую карточку, однако Германия не смогла воспользоваться своим шансом и матч завершился со счётом 2:1 в пользу Испанцев. Полуфинальный матч Карвахаль пропустил из-за дисквалификации. В победном финале против сборной Англии Карвахаль вышел на поле в стартовом составе и проведя на поле все 90 минут, помог Испании стать триумфатором турнира.

## Личная жизнь
Карвахаль женат на модели Дафне Канисарес, они познакомились в 2018 году, а в июне 2022 года они сыграли свадьбу. В 2020 году у пары родился сын — Мартин. В июле 2023 года у Карвахаля родился второй сын — Мауро. Сестра-близнец Дафны — Мелани, замужем за бывшим партнёром Карвахаля по «Реалу» и сборной Испании Хоселу. Карвахаль является поклонником серии игр Call of Duty.

## Статистика выступлений

### Клубная
| Клуб             | Сезон            | Лига | Лига | Кубок страны | Кубок страны | Еврокубки | Еврокубки | Прочие | Прочие | Итого | Итого |
| Клуб             | Сезон            | Игры | Голы | Игры         | Голы         | Игры      | Голы      | Игры   | Голы   | Игры  | Голы  |
| ---------------- | ---------------- | ---- | ---- | ------------ | ------------ | --------- | --------- | ------ | ------ | ----- | ----- |
| → Кастилья       | 2010/11          | 29   | 1    | −            | −            | −         | −         | 1      | 0      | 30    | 1     |
| → Кастилья       | 2011/12          | 34   | 2    | −            | −            | −         | −         | 4      | 0      | 38    | 2     |
| → Кастилья       | Итого            | 63   | 3    | −            | −            | −         | −         | 5      | 0      | 68    | 3     |
| Байер 04         | 2012/13          | 32   | 1    | 2            | 0            | 2         | 0         | 0      | 0      | 36    | 1     |
| Байер 04         | Итого            | 32   | 1    | 2            | 0            | 2         | 0         | 0      | 0      | 36    | 1     |
| Реал Мадрид      | 2013/14          | 31   | 2    | 4            | 0            | 10        | 0         | 0      | 0      | 45    | 2     |
| Реал Мадрид      | 2014/15          | 30   | 0    | 3            | 0            | 5         | 0         | 5      | 0      | 43    | 0     |
| Реал Мадрид      | 2015/16          | 22   | 0    | 0            | 0            | 8         | 1         | 0      | 0      | 30    | 1     |
| Реал Мадрид      | 2016/17          | 23   | 0    | 4            | 0            | 11        | 0         | 3      | 1      | 41    | 1     |
| Реал Мадрид      | 2017/18          | 25   | 0    | 4            | 0            | 8         | 0         | 4      | 0      | 41    | 0     |
| Реал Мадрид      | 2018/19          | 24   | 1    | 4            | 0            | 6         | 0         | 3      | 0      | 37    | 1     |
| Реал Мадрид      | 2019/20          | 31   | 1    | 2            | 0            | 7         | 0         | 2      | 0      | 42    | 1     |
| Реал Мадрид      | 2020/21          | 13   | 0    | 0            | 0            | 2         | 0         | 0      | 0      | 15    | 0     |
| Реал Мадрид      | 2021/22          | 24   | 1    | 0            | 0            | 11        | 0         | 1      | 0      | 36    | 1     |
| Реал Мадрид      | 2022/23          | 27   | 0    | 3            | 0            | 11        | 0         | 4      | 0      | 45    | 0     |
| Реал Мадрид      | 2023/24          | 28   | 4    | 1            | 0            | 10        | 1         | 2      | 1      | 41    | 6     |
| Реал Мадрид      | Итого            | 278  | 9    | 25           | 0            | 89        | 2         | 24     | 2      | 416   | 13    |
| Всего за карьеру | Всего за карьеру | 373  | 13   | 27           | 0            | 91        | 2         | 29     | 2      | 520   | 17    |

### Список матчей за сборную
| Матчи и голы Дани Карвахаля за национальную сборную Испании | Матчи и голы Дани Карвахаля за национальную сборную Испании | Матчи и голы Дани Карвахаля за национальную сборную Испании | Матчи и голы Дани Карвахаля за национальную сборную Испании | Матчи и голы Дани Карвахаля за национальную сборную Испании | Матчи и голы Дани Карвахаля за национальную сборную Испании | Матчи и голы Дани Карвахаля за национальную сборную Испании |
| №                                                           | Дата                                                        | Соперник                                                    | Счёт                                                        | Голы Карвахаля                                              | Соревнование                                                |                                                             |
| ----------------------------------------------------------- | ----------------------------------------------------------- | ----------------------------------------------------------- | ----------------------------------------------------------- | ----------------------------------------------------------- | ----------------------------------------------------------- | ----------------------------------------------------------- |
| 1                                                           | 4 сентября 2014                                             | Франция                                                     | 0:1                                                         | −                                                           | Товарищеский матч                                           |                                                             |
| 2                                                           | 12 октября 2014                                             | Люксембург                                                  | 4:0                                                         | −                                                           | Отборочные матчи ЧЕ-2016                                    |                                                             |
| 3                                                           | 31 марта 2015                                               | Нидерланды                                                  | 0:2                                                         | −                                                           | Товарищеский матч                                           |                                                             |
| 4                                                           | 11 июня 2015                                                | Коста-Рика                                                  | 2:1                                                         | −                                                           | Товарищеский матч                                           |                                                             |
| 5                                                           | 8 сентября 2015                                             | Македония                                                   | 1:0                                                         | −                                                           | Отборочные матчи ЧЕ-2016                                    |                                                             |
| 6                                                           | 1 сентября 2016                                             | Бельгия                                                     | 2:0                                                         | −                                                           | Товарищеский матч                                           |                                                             |
| 7                                                           | 6 октября 2016                                              | Италия                                                      | 1:1                                                         | −                                                           | Отборочные матчи ЧМ-2018                                    |                                                             |
| 8                                                           | 12 ноября 2016                                              | Македония                                                   | 4:0                                                         | −                                                           | Отборочные матчи ЧМ-2018                                    |                                                             |
| 9                                                           | 15 ноября 2016                                              | Англия                                                      | 2:2                                                         | −                                                           | Товарищеский матч                                           |                                                             |
| 10                                                          | 24 марта 2017                                               | Израиль                                                     | 4:1                                                         | −                                                           | Отборочные матчи ЧМ-2018                                    |                                                             |
| 11                                                          | 28 марта 2017                                               | Франция                                                     | 2:0                                                         | −                                                           | Товарищеский матч                                           |                                                             |
| 12                                                          | 11 июня 2017                                                | Македония                                                   | 2:1                                                         | −                                                           | Отборочные матчи ЧМ-2018                                    |                                                             |
| 13                                                          | 2 сентября 2017                                             | Италия                                                      | 3:0                                                         | −                                                           | Отборочные матчи ЧМ-2018                                    |                                                             |
| 14                                                          | 23 марта 2018                                               | Германия                                                    | 1:1                                                         | −                                                           | Товарищеский матч                                           |                                                             |
| 15                                                          | 27 марта 2018                                               | Аргентина                                                   | 6:1                                                         | −                                                           | Товарищеский матч                                           |                                                             |
| 16                                                          | 20 июня 2018                                                | Иран                                                        | 1:0                                                         | −                                                           | ЧМ-2018. Групповой этап                                     |                                                             |
| 17                                                          | 25 июня 2018                                                | Марокко                                                     | 2:2                                                         | −                                                           | ЧМ-2018. Групповой этап                                     |                                                             |
| 18                                                          | 1 июля 2018                                                 | Россия                                                      | 1:1 (пен. 3:4)                                              | −                                                           | ЧМ-2018. 1/8 финала                                         |                                                             |
| 19                                                          | 8 сентября 2018                                             | Англия                                                      | 2:1                                                         | −                                                           | Лига наций 2018/19 (A)                                      |                                                             |
| 20                                                          | 11 сентября 2018                                            | Хорватия                                                    | 6:0                                                         | −                                                           | Лига наций 2018/19 (A)                                      |                                                             |
| 21                                                          | 10 июня 2019                                                | Швеция                                                      | 3:0                                                         | −                                                           | Отборочные матчи ЧЕ-2020                                    |                                                             |
| 22                                                          | 8 сентября 2019                                             | Фарерские острова                                           | 4:0                                                         | −                                                           | Отборочные матчи ЧЕ-2020                                    |                                                             |
| 23                                                          | 15 октября 2019                                             | Швеция                                                      | 1:1                                                         | −                                                           | Отборочные матчи ЧЕ-2020                                    |                                                             |
| 24                                                          | 18 ноября 2019                                              | Румыния                                                     | 5:0                                                         | −                                                           | Отборочные матчи ЧЕ-2020                                    |                                                             |
| 25                                                          | 3 сентября 2020                                             | Германия                                                    | 1:1                                                         | −                                                           | Лига наций 2020/21 (A)                                      |                                                             |
| 26                                                          | 11 ноября 2021                                              | Греция                                                      | 1:0                                                         | −                                                           | Отборочные матчи ЧМ-2022                                    |                                                             |
| 27                                                          | 26 марта 2022                                               | Албания                                                     | 2:1                                                         | −                                                           | Товарищеский матч                                           |                                                             |
| 28                                                          | 5 июня 2022                                                 | Чехия                                                       | 2:2                                                         | −                                                           | Лига наций 2022/23 (A)                                      |                                                             |
| 29                                                          | 12 июня 2022                                                | Чехия                                                       | 2:0                                                         | −                                                           | Лига наций 2022/23 (A)                                      |                                                             |
| 30                                                          | 27 сентября 2022                                            | Португалия                                                  | 1:0                                                         | −                                                           | Лига наций 2022/23 (A)                                      |                                                             |
| 31                                                          | 17 ноября 2022                                              | Иордания                                                    | 3:1                                                         | −                                                           | Товарищеский матч                                           |                                                             |
| 32                                                          | 27 ноября 2022                                              | Германия                                                    | 1:1                                                         | −                                                           | ЧМ-2022. Групповой этап                                     |                                                             |
| 33                                                          | 1 декабря 2022                                              | Япония                                                      | 1:2                                                         | −                                                           | ЧМ-2022. Групповой этап                                     |                                                             |
| 34                                                          | 25 марта 2023                                               | Норвегия                                                    | 3:0                                                         | −                                                           | Отборочные матчи ЧЕ-2024                                    |                                                             |
| 35                                                          | 28 марта 2023                                               | Шотландия                                                   | 0:2                                                         | −                                                           | Отборочные матчи ЧЕ-2024                                    |                                                             |
| 36                                                          | 18 июня 2023                                                | Хорватия                                                    | 0:0 (пен. 5:4)                                              | −                                                           | Финал Лиги наций УЕФА 2023                                  |                                                             |
| 37                                                          | 8 сентября 2023                                             | Грузия                                                      | 7:1                                                         | −                                                           | Отборочные матчи ЧЕ-2024                                    |                                                             |
| 38                                                          | 12 сентября 2023                                            | Кипр                                                        | 6:0                                                         | −                                                           | Отборочные матчи ЧЕ-2024                                    |                                                             |
| 39                                                          | 12 октября 2023                                             | Шотландия                                                   | 2:0                                                         | −                                                           | Отборочные матчи ЧЕ-2024                                    |                                                             |
| 40                                                          | 15 октября 2023                                             | Норвегия                                                    | 1:0                                                         | −                                                           | Отборочные матчи ЧЕ-2024                                    |                                                             |
| 41                                                          | 16 ноября 2023                                              | Кипр                                                        | 3:1                                                         | −                                                           | Отборочные матчи ЧЕ-2024                                    |                                                             |
| 42                                                          | 19 ноября 2023                                              | Грузия                                                      | 3:1                                                         | −                                                           | Отборочные матчи ЧЕ-2024                                    |                                                             |
| 43                                                          | 26 марта 2024                                               | Бразилия                                                    | 3:3                                                         | −                                                           | Товарищеский матч                                           |                                                             |
| 44                                                          | 8 июня 2023                                                 | Северная Ирландия                                           | 5:1                                                         | −                                                           | Товарищеский матч                                           |                                                             |
| 45                                                          | 15 июня 2024                                                | Хорватия                                                    | 3:0                                                         | 1                                                           | ЧЕ-2024. Групповой этап                                     |                                                             |
| 46                                                          | 20 июня 2024                                                | Италия                                                      | 1:0                                                         | -                                                           | ЧЕ-2024. Групповой этап                                     |                                                             |
| 47                                                          | 30 июня 2024                                                | Грузия                                                      | 4:1                                                         | -                                                           | ЧЕ-2024. 1/8 финала                                         |                                                             |
| 48                                                          | 5 июля 2024                                                 | Германия                                                    | 2:1 (дв)                                                    | -                                                           | ЧЕ-2024. 1/4 финала                                         |                                                             |
| 49                                                          | 14 июля 2024                                                | Англия                                                      | 2:1                                                         | -                                                           | ЧЕ-2024. Финал                                              |                                                             |
| 50                                                          | 5 сентября 2024                                             | Сербия                                                      | 0:0                                                         | -                                                           | Лига наций 2024/25. Лига А                                  |                                                             |
| 51                                                          | 8 сентября 2024                                             | Швейцария                                                   | 4:1                                                         | -                                                           | Лига наций 2024/25. Лига А                                  |                                                             |

Итого: 51 матчей, 1 гол; 36 побед, 10 ничьих, 5 поражения.

## Достижения

### Командные
«Реал Мадрид»
- Чемпион Испании (4): 2016/17, 2019/20, 2021/22, 2023/24
- Обладатель Кубка Испании (2): 2013/14, 2022/23
- Обладатель Суперкубка Испании (4): 2017, 2019/20, 2021/22, 2023/24
- Победитель Лиги чемпионов УЕФА (6): 2013/14, 2015/16, 2016/17, 2017/18, 2021/22, 2023/24
- Обладатель Суперкубка УЕФА (5): 2014, 2016, 2017, 2022, 2024
- Победитель Клубного чемпионата мира (5): 2014, 2016, 2017, 2018, 2022

Итого: 26 трофеев
Сборная Испании
- Чемпион Европы: 2024
- Чемпион Европы (до 19 лет): 2011
- Чемпион Европы (до 21 года): 2013
- Победитель Лиги наций УЕФА: 2022/23

### Личные
- Вошёл в символическую сборную Ла Лиги по версии УЕФА: 2016/17[69]
- Вошёл в состав сборной команды года FIFPro: 2024[70]
- Вошёл в символическую сборную Лиги чемпионов УЕФА (3): 2013/14[71], 2016/17[72], 2023/24[73]
- Вошёл в символическую сборную Ла Лиги: 2023/24[74]
- Входит в состав символической сборной сезона по версии ESM: 2023/24[75]